# سلسو باتایا
سلسو باتایا (انگلیسی: Celso Battaia; ۱ فوریهٔ ۱۹۲۰ – ۵ فوریهٔ ۲۰۰۷) بازیکن فوتبال اهل ایتالیا بود.
از باشگاه‌هایی که در آن بازی کرده‌است می‌توان به باشگاه فوتبال اودینزه، باشگاه فوتبال کرمونزه، باشگاه فوتبال اینتر میلان، و باشگاه فوتبال آ.ث. میلان اشاره کرد.